# Grand Prix d'Isbergues 2014
Il Grand Prix d'Isbergues 2014, sessantottesima edizione della corsa e valida come evento dell'UCI Europe Tour 2014, si svolgerà il 21 settembre 2014. Fu vinto dal francese Arnaud Démare che giunse al traguardo con il tempo di 4h28'06" alla media di 44,87 km/h.
Al traguardo 104 ciclisti portarono a termine il percorso.

## Squadre e corridori partecipanti
| N.    | Cod. | Squadra                      |
| ----- | ---- | ---------------------------- |
| 1-8   | FDJ  | FDJ.fr                       |
| 11-18 | ALM  | AG2R La Mondiale             |
| 21-28 | BMC  | BMC Racing Team              |
| 31-38 | EUC  | Team Europcar                |
| 41-48 | GIA  | Team Giant-Shimano           |
| 51-58 | TCS  | Tinkoff-Saxo                 |
| 61-68 | BSE  | Bretagne-Séché Environnement |
| 71-78 | COF  | Cofidis, Solutions Credits   |
| 81-88 | IAM  | IAM Cycling                  |

| N.      | Cod. | Squadra                     |
| ------- | ---- | --------------------------- |
| 91-98   | TNE  | Team NetApp-Endura          |
| 101-108 | TSV  | Topsport Vlaanderen-Baloise |
| 111-118 | WGG  | Wanty-Groupe Gobert         |
| 121-128 | BIG  | BigMat-Auber 93             |
| 131-138 | RLM  | Roubaix-Lille Metropole     |
| 141-148 | TJO  | Team Joker                  |
| 151-158 | LPM  | La Pomme Marseille 13       |
| 161-168 | VER  | Veranclassic-Doltcini       |
| 171-178 | WBC  | Wallonie-Bruxelles          |

## Ordine d'arrivo (Top 10)

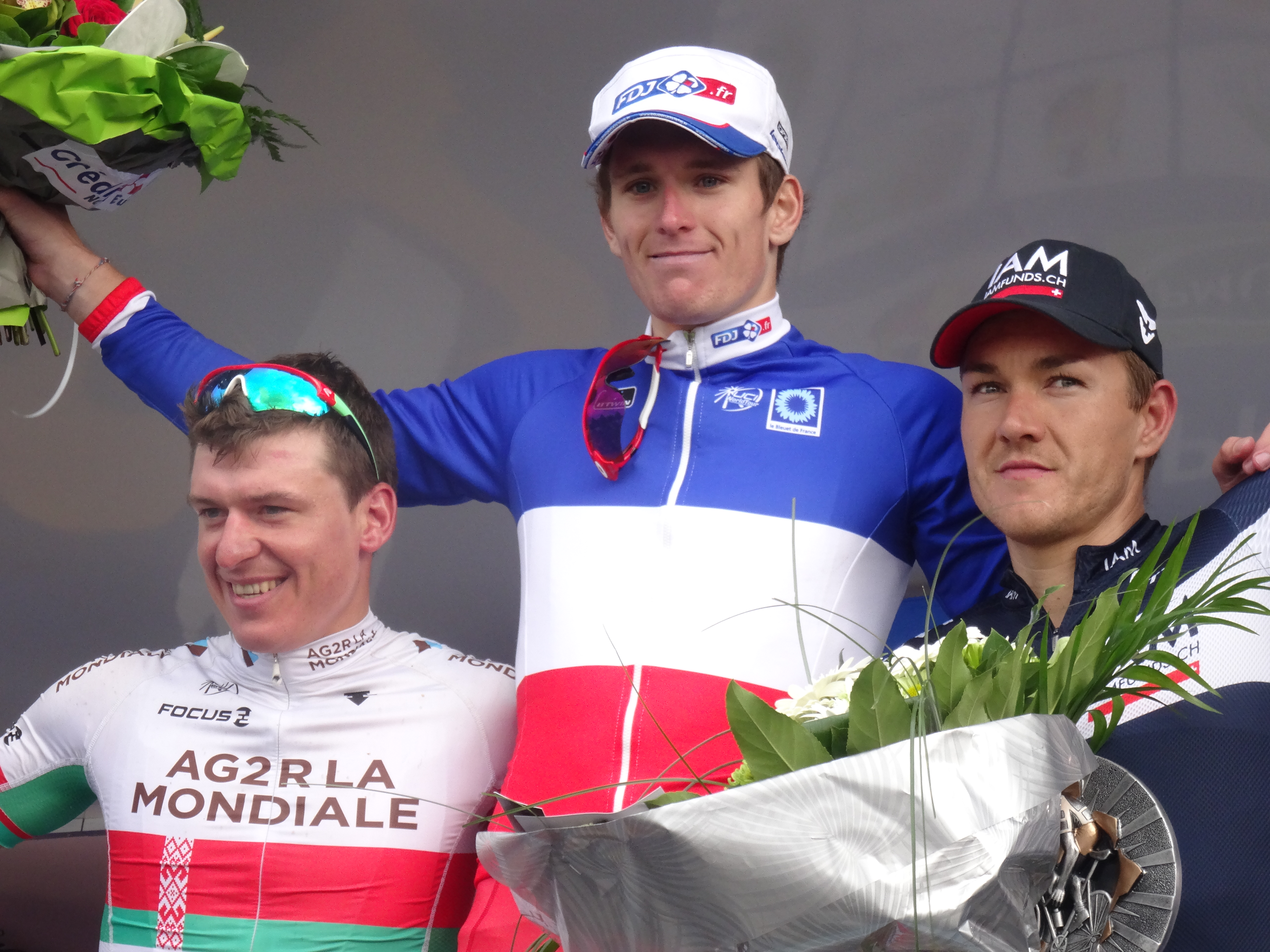
Il podio finale: da sinistra Jaŭhen Hutarovič (secondo), Arnaud Démare (primo) e Heinrich Haussler (terzo)

| Pos. | Corridore             | Squadra       | Tempo    |
| ---- | --------------------- | ------------- | -------- |
| 1    | Arnaud Démare         | FDJ.fr        | 4h28'06" |
| 2    | Jaŭhen Hutarovič      | AG2R La Mon.  | s.t.     |
| 3    | Heinrich Haussler     | IAM Cycling   | s.t.     |
| 4    | Tom Van Asbroeck      | Topsport      | s.t.     |
| 5    | Reinardt van Rensburg | Giant-Shimano | s.t.     |
| 6    | Julien Simon          | Cofidis       | s.t.     |
| 7    | Samuel Dumoulin       | AG2R La Mon.  | s.t.     |
| 8    | Jean-Pierre Drucker   | Wanty-Gobert  | s.t.     |
| 9    | Mickaël Delage        | FDJ.fr        | s.t.     |
| 10   | Baptiste Planckaert   | Roubaix-Lille | s.t.     |